# Sure to Fall (In Love with You)
Sure to Fall (In Love with You) (englisch (Ich bin) sicher mich in Dich zu verlieben)  ist ein Lied von Carl Perkins aus dem Jahr 1957, das als Albumtitel auf der Langspielplatte Dance Album of Carl Perkins veröffentlicht wurde.

## Hintergrund

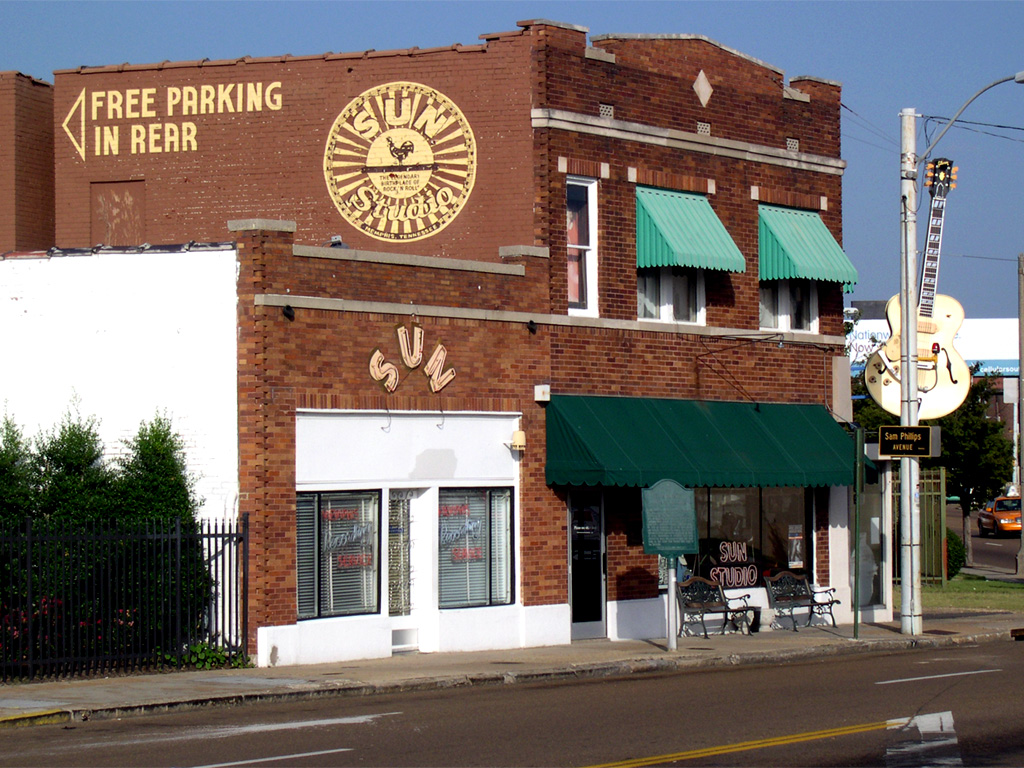
Sun Studio

Sure to Fall (In Love with You) wurde am 19. Dezember 1955 im Sun Studio in Memphis von Carl Perkins eingespielt.  Der Gesang wurde von  Carl and Jay Perkins übernommen. Produzent der Aufnahme war Sam Phillips. Da Testpressungen der Single Sure to Fall (In Love with You) / Tennessee existieren, ist es wahrscheinlich, dass eine Singleveröffentlichung zumindest geplant war.
In 1957 erschien das Studioalbum Dance Album of…Carl Perkins von Perkins, auf dem sich erstmals offiziell Sure to Fall (In Love with You) befindet.
Erst in 1969/70 wurde von Sun Records in der Golden Treasure Serie die Single Sure to Fall (In Love with You) / Tennessee veröffentlicht.

## Aufnahme der Beatles
Der Manager der Beatles, Brian Epstein, konnte Mike Smith, einen Assistenten in der Abteilung A&R bei Decca Records, überzeugen, am 13. Dezember 1961 ein Konzert der Beatles im Cavern Club zu besuchen. Smith war von dem Auftritt so beeindruckt, dass er für den 1. Januar 1962 um 11 Uhr Probeaufnahmen ansetzte. Die Produktionsleitung der Decca Audition hatte Mike Smith in den Decca Studios, Broadhurst Gardens, London, inne, es gab pro Lied nur einen Take, aufgenommen wurde in Mono. Overdubs wurden nicht produziert und eine Abmischung fand nicht statt. Die Beatles spielten also quasi live – innerhalb einer Stunde nahmen sie 15 Lieder auf. Anfang Februar 1962 wurden die Beatles von Decca überraschenderweise abgelehnt. Am 10. September 1982 wurde in Großbritannien von Audiofidelity Enterprises Ltd. die Schallplatte The Complete Silver Beatles veröffentlicht. Das Album war bis zum Jahr 1988 legal erhältlich.
Die aufgenommene Studioversion von Sure to Fall (In Love with You) wurde bisher nicht wieder legal veröffentlicht.
Besetzung:
- John Lennon: Rhythmusgitarre, Hintergrundgesang
- Paul McCartney: Bass, Gesang
- George Harrison: Leadgitarre, Hintergrundgesang
- Pete Best: Schlagzeug

Für BBC Radio nahmen die Beatles unter Live-Bedingungen vier weitere Fassungen von Sure to Fall (In Love with You) auf, von denen die Aufnahme vom 1. Juni 1963 im BBC Paris Theatre, London auf dem Album Live at the BBC am 28. November 1994 erschien.
Ringo Starr nahm im Juli 1980 in den Super Bear Studios in Frankreich Sure to Fall (In Love with You) mit Paul McCartney als Produzenten auf. Die Veröffentlichung erfolgte auf dem Album Stop and Smell the Roses.

## Weitere Coverversionen
Folgend eine kleine Auswahl:
- The Fourmost – First and Fourmost[11]
- Billy Sullivan  – Billy Sullivan Does The Beatles[12]
- Satellite V– Groove Juice[13]